# Alexander Wood
Alexander Wood (12 de junho de 1907 - 20 de julho de 1987) foi um futebolista norte-americano de origem escocesa. Ele competiu na Copa do Mundo de 1930, sediada no Uruguai, na qual os Estados Unidos terminou na terceira colocação dentre os treze participantes.
Wood fez boa parte da carreira jogando por clubes ingleses na decada de 30, como Leicester City, Nottingham Forest e Colchester United. Aposentou-se em 1939, aos 32 anos de idade.

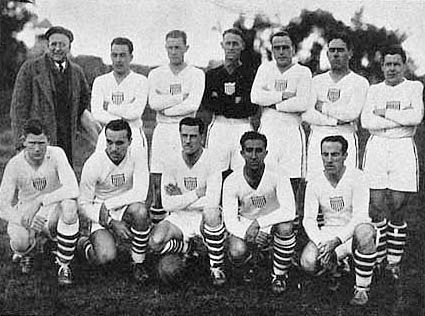
Equipe de 1930